# Itch.io
itch.io – platforma dystrybucji cyfrowej gier komputerowych, założona w 2013 roku przez Leafa Corcorana. Itch.io umożliwia amatorskim twórcom gier łatwiejszą publikację swoich projektów bez konieczności podpisywania umów z dystrybutorem, jak w przypadku konkurencyjnego Steama stworzonego przez Valve Corporation. Itch.io umożliwia publikację gier na platformach: Linux, Windows, macOS, Android, IOS oraz działających w przeglądarkach internetowych; dotyczy to zarówno pełnych wersji, jak i niedokończonych projektów poddawanych pod osąd społeczności. Z czasem itch.io stało się także platformą dystrybucji komiksów oraz ścieżek dźwiękowych, a także platformą wspierającą tzw. gry niezależne. Popularność serwisu gwałtownie wzrosła wraz z publikacją na platformie gry Flappy Bird. Już w 2018 roku liczba projektów obsługiwanych przez itch.io wyniosła 180 tysięcy, z ciągłą tendencją wzrostową. W 2021 roku itch.io stał się aplikacją możliwą do pobrania na platformie Epic Games Store. itch.io pomaga też w organizowaniu game jamów.
Fenomen itch.io wiąże się między innymi z przystępnością platformy dla osób zamieszczających gry o tematyce LGBT. Jednakże ze względu na możliwość publikacji na platformie gier o treści pornograficznej itch.io napotykała na problemy we współpracy z niektórymi właścicielami platform sprzętowych; w 2021 roku Apple odmówiło współpracy z itch.io oraz Epic Games Store, uznając niektóre gry zamieszczane na tej pierwszej platformie jako „obraźliwe i przesycone seksem”; w efekcie aplikacja itch.io jest niemożliwa do pobrania w sklepie App Store.